# Кировское сельское поселение (Среднеахтубинский район)
Ки́ровское се́льское поселе́ние — муниципальное образование в составе Среднеахтубинского района Волгоградской области.
Административный центр — хутор Лебяжья Поляна.

## История
Кировское сельское поселение образовано 5 апреля 2005 года в соответствии с Законом Волгоградской области № 1040-ОД.

## Население
| 2010  | 2012  | 2013  | 2014  | 2015  | 2016  | 2017  |
| ----- | ----- | ----- | ----- | ----- | ----- | ----- |
| 3004  | ↗3048 | ↗3090 | ↗3138 | ↘3111 | ↗3134 | ↗3164 |
| 2018  | 2019  | 2020  | 2021  |       |       |       |
| ↗3195 | ↘3160 | ↘3097 | ↘3068 |       |       |       |

## Состав сельского поселения
| № | Населённый пункт | Тип населённого пункта        | Население |
| - | ---------------- | ----------------------------- | --------- |
| 1 | Зональный        | хутор                         | 70        |
| 2 | Кировец          | посёлок                       | 723       |
| 3 | Красный Буксир   | посёлок                       | 236       |
| 4 | Лебяжья Поляна   | хутор, административный центр | 950       |
| 5 | Приканальный     | посёлок                       | 96        |
| 6 | Рыбоводный       | посёлок                       | 162       |
| 7 | Старенький       | хутор                         | 243       |
| 8 | Третья Карта     | посёлок                       | 483       |
| 9 | Тырлы            | хутор                         | 41        |